# Tapajós-remetekolibri
A Tapajós-remetekolibri (Phaethornis aethopygus) a madarak osztályának sarlósfecske-alakúak (Apodiformes)  rendjébe és a kolibrifélék (Trochilidae) családjába tartozó faj.

## Rendszerezése
A fajt John Todd Zimmer amerikai ornitológus írta le 1950-ben, a Phaethornis longuemareus alfajaként Phaethornis longuemareus aethopyga néven.

## Előfordulása
Brazíliában, a Tapajós és a Xingu folyók között, az Amazonas északi folyású mellékfolyói között honos.  Természetes élőhelyei a szubtrópusi és trópusi síkvidéki esőerdők és másodlagos erdők. Állandó, nem vonuló faj.

## Megjelenése
Testhossza 9 centiméter.

## Életmódja
Nektárral táplálkozik, de feltételezhetően apró rovarokat és egyéb gerinctelen állatokat is fogyaszt.

## Természetvédelmi helyzete
Az elterjedési területe nem nagy. A Természetvédelmi Világszövetség Vörös listáján sebezhető fajként szerepel.